# عضلة مربعة قطنية
العضلة المربعة القطنية (باللاتينية: Musculus quadratus lumborum) عضلة مربعة الشكل تقع في التجويف البطني عند الإنسان.

## المنشأ والمرتكز
قمم النواتئ المعترضة للفقرات القطنية السفلية مع العرف الحرقفي مع الرباط الحرقفي القطني.
تتمادى نحو الأعلى وترتكز على الحافة السفلية للضلع الثاني عشر.
تغطي اللفافة القطنية السطح الأمامي للعضلة. وتتثخن العضلة في الأعلى الرباط المقوس الوحشي.

## التعصيب
فرع من الضفيرة القطنية.

## العمل
تثني الجذع نحو الجانب.
لها وظيفة تنفسية لكونها تخفض الضلع الثاني عشر.